# Municipio de Blanchard (Dakota del Norte)
El municipio de Blanchard (en inglés: Blanchard Township) es un municipio ubicado en el condado de Traill en el estado estadounidense de Dakota del Norte. En el año 2010 tenía una población de 87 habitantes y una densidad poblacional de 0,93 personas por km².

## Geografía
El municipio de Blanchard se encuentra ubicado en las coordenadas 47°22′3″N 97°16′58″O / 47.36750, -97.28278. Según la Oficina del Censo de los Estados Unidos, el municipio tiene una superficie total de 93.27 km², de la cual 93,27 km² corresponden a tierra firme y (0 %) 0 km² es agua.

## Demografía
Según el censo de 2010, había 87 personas residiendo en el municipio de Blanchard. La densidad de población era de 0,93 hab./km². De los 87 habitantes, el municipio de Blanchard estaba compuesto por el 96,55 % blancos, el 3,45 % eran amerindios. Del total de la población el 0 % eran hispanos o latinos de cualquier raza.